# Кум-Арык (Таласская область)
Кум-Арык (кирг. Кум-Арык, до 2001 года — Иоганесдорф) — село в Таласском районе Таласской области Кыргызстана. Административный центр аильного округа Бердике Баатыра. Код СОАТЕ — 41707 232 843 01 0.

## Население
По данным переписи 2009 года, в селе проживало 2202 человека.